# Joey D. Vieira
Pour les articles homonymes, voir Vieira.
Joseph Douglas Vieira, dit Joey D. Vieira, également connu sous le pseudonyme de Donald Keeler, est un acteur américain né le 8 avril 1944 à Los Angeles (Californie) et mort le 7 avril 2025.

## Biographie
Joey D. Vieira est né le 8 avril 1944 à Los Angeles en Californie.
Il est le neveu de Ruby Keeler et le demi-frère de l'acteur Ken Weatherwax, connu pour avoir incarné Pugsley Addams dans la sitcom télévisée des années 1960 La Famille Addams.

## Filmographie
- 1954 : Lassie (série TV) : Sylvester « Porky » Brockway (1954-1958)
- 1955 : The Private War of Major Benson : Cadet Cpl. Scawalski
- 1969 : Bob et Carole et Ted et Alice : Chef
- 1971 : Evel Knievel (en) de Marvin J. Chomsky : Lunch Truck Driver
- 1984 : Monaco Forever : narrateur
- 1986 : La Folle Journée de Ferris Bueller (Ferris Bueller's Day Off) : le livreur de pizza
- 1988 : Bring Me the Head of Dobie Gillis (TV) : Ward
- 1988 : Double Détente (Red Heat) de Walter Hill : Man at Phone Booth
- 1993 : La Garce (Love, Cheat & Steal) (TV) : Bullet Head #1
- 1997 : Me and the Gods : Dionysus
- 1998 : Free Enterprise : Hal Pittman
- 1999 : La Légende de la montagne noire (Grizzly Adams and the Legend of Dark Mountain) : Joey Butterworth
- 2000 : The Patriot : Peter Howard
- 2001 : Nebraska : Fat Sam
- 2002 : If? : Floyd Miller
- 2002 : That's Black Entertainment: Westerns (TV)
- 2014 : Dwegons And Leprechauns : Davargan / Yabo Potato / Sweetfang / Clyde (voix)